# 圖爾維爾
安納-伊拉里翁·德·科斯唐坦，圖爾維爾伯爵（法語：Anne-Hilarion de Costentin, Comte de Tourville，法語發音：[an ilaʁjɔ̃ də kɔstɑ̃tɛ̃ kɔ̃t də tuʁvil]；1642年11月24日—1701年5月23日），法國貴族、海軍上將與法國英雄。

## 生平
1642年圖爾維爾生於巴黎，因是貴族之子及天主教徒，15歲（1657年）時進入馬爾他騎士團，在海上與柏柏人作戰，以勇氣和果敢聞名。法王路易十四得知其事蹟後，於1667年任命25歲的圖爾維爾為法國海軍將領，開始他服務祖國的軍事生涯。1672年－1678年法荷戰爭時。在海軍中將迪凱納的提拔下，他參與了1676年的擊殺荷蘭「海神」魯伊特的地中海戰役；又在1680年代輔佐迪凱納肅清地中海的柏柏人海盜，1684年在重盟战争時，與迪凱納率法軍砲轟熱那亞。
1684年迪凱納退休後，他接替為法國海軍的實際領袖，將大部分精力集中在法國海軍的戰術發展上。對於這位海軍天才而言，一場勝利的海戰與其說是勇氣與靈感的交集，不如說高超戰術與嚴密紀律的產品。他更類似于一位思維縝密、學識淵博的戰術研究者，而不同于让·阿尔芒·德·马耶-布雷泽與迪凱納那樣的勇敢戰士。圖爾維爾總結法荷戰爭時期的作戰教訓，認為英軍失利的主要原因在於軍官們難以理解指揮官的意圖，反應遲鈍，行動散漫。就此問題，他仿效英國「海軍之父」─布萊克的《戰鬥指引》，將戰鬥佇列構成、戰列線轉換方式、不同風向時的航行規則等海軍戰術的基本列為條例，作為軍官們必須遵守和理解的規章。其後，他又以此為基礎，改進了旗語指揮系統，在原有基礎上增加了專為在航行過程中遭遇緊急情況所設計的快捷信號，可以在突然遇敵時迅速組成戰鬥佇列，或調頭撤退。在這一點上，圖爾維爾領先了英國人近一百年。

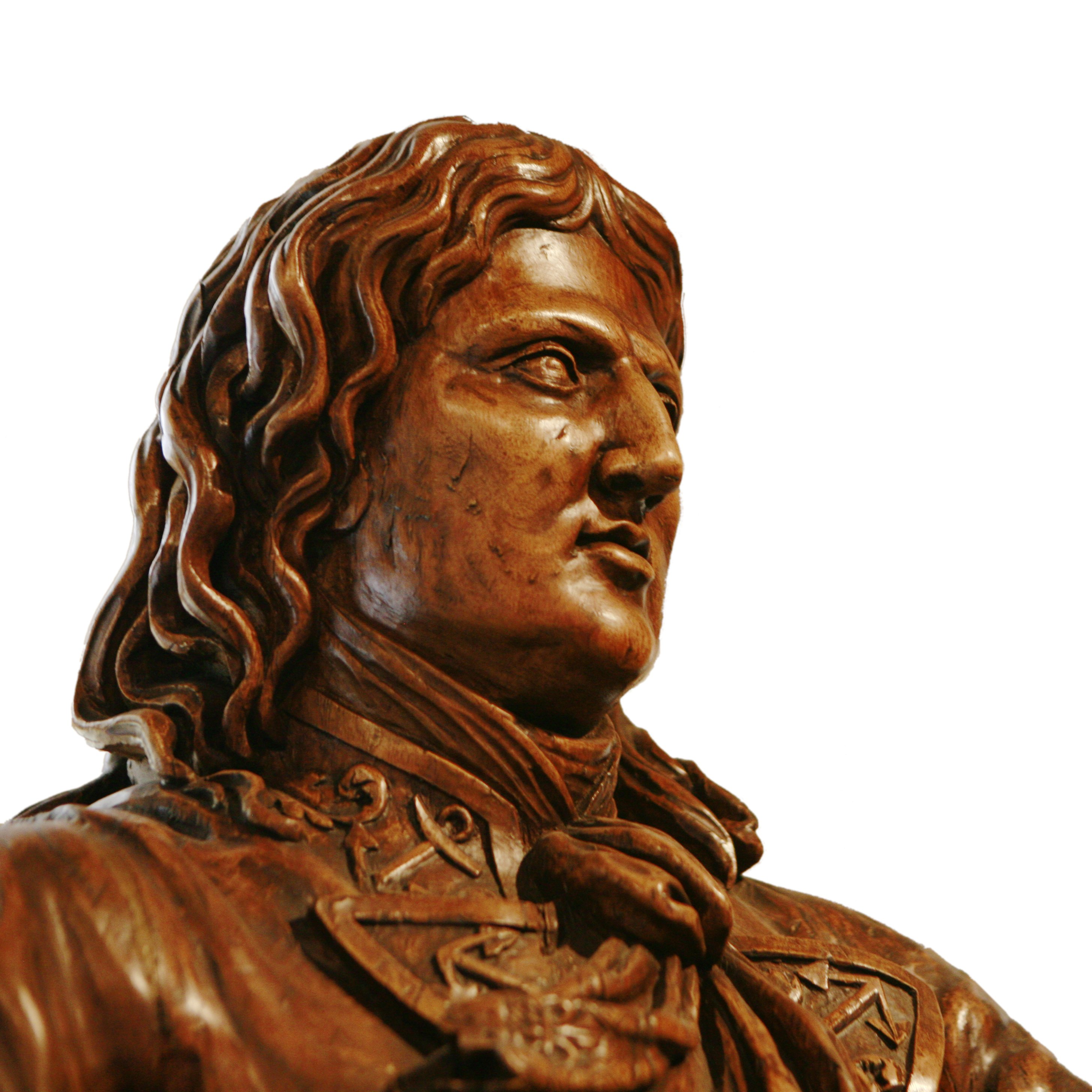
圖爾維爾的木雕，收藏在土倫海軍博物館

1689年，圖爾維爾被派往不列顛群島護送英王詹姆斯二世，當時詹姆斯因光榮革命而被推翻、流亡法國，但現在又因堂弟路易十四的幫助，在圖爾維爾率領之海軍護送下，抵達支持詹姆斯的愛爾蘭。當時圖爾維爾已升為海軍上將，座艦為新造的頂級戰船王家太陽號。他成為大同盟戰爭（1688年－1697年）中法國最高的海軍指揮官，於1690年比奇角海戰大敗英荷之聯合艦隊，讓法國海軍一度稱霸歐洲；當時倫敦流傳一句話形容比奇角海戰：「荷蘭人保全了面子，法國人取得了優勢，而英國人只得到恥辱。」英吉利海峽的控制權一度落入法國海軍手上。但兩年後英荷海軍重整氣勢並急速強化，於是在1692年的巴夫勒尔和拉乌格海战時（當時法國預備入侵英國），法軍對上英荷海軍時已成劣勢，但圖爾維爾仍能在不利的局面下與英人大戰12個小時；但後來法軍遇到暴風，部分戰艦被吹到科唐坦半島，部分船隻則被英軍燒毀，嚴重損失後的法國於是不再從海上主動出擊，而是用私掠搶劫的方式偷襲英荷的貿易船隊，有力打擊了英荷的經濟。
1693年圖爾維爾在拉古什海戰中洗劫並消滅了一支巨大的英國、荷蘭與西屬尼德蘭的貿易船隊，大大補充了法國被英荷海軍封鎖時的物資不足；他在同年高升法國元帥，獲得了頂級的榮耀。1697年結束大同盟戰爭的雷斯威克條約簽訂後，他也正式退休，於1701年5月23日在巴黎去世，被法國人視為民族英雄。